# 1,3-butadienă
1,3-butadiena este o alcadienă conjugată simplă cu formula chimică C4H6. Este un compus chimic important din punct de vedere industrial, fiindcă este utilizat ca monomer pentru producerea cauciucului sintetic. De obicei, se folosește doar termenul de butadienă pentru a se face referire la acest compus, deși există și butadiena cumulată, 1,2-butadienă (care nu are utilizări importante). 1,3-butadiena nu poate da reacții de substituție.